# Симонов, Александр Владимирович
Алекса́ндр Влади́мирович Си́монов (род. 15 июня 1972, Клин, Московская область) — российский кинооператор, оператор-постановщик.

## Биография
Александр Симонов родился 15 июня 1972 года в городе Клин, Московская область. В период 1989—1991 после окончания школы работал механиком съёмочной техники, ассистентом оператора, вторым оператором на Одесской киностудии. В 1996 году окончил операторский факультет ВГИКа (мастерская Л. И. Калашникова). Карьеру профессионального оператора-постановщика начал в 1997 году с дипломной короткометражки «Солдат и дурочка», за который получил специальный приз жюри на Международном мюнхенском кинофестивале. Дебютировал в большом кино в 2004 году, сняв фильм «Я люблю тебя», а известность получил благодаря драме «Бумер. Фильм второй» 2006 года.
С 2007 года активно сотрудничал с режиссёром Алексеем Балабановым, снял фильмы «Груз 200», «Морфий», «Кочегар», «Я тоже хочу». Сотрудничает с Павлом Лунгиным, участвовал в съёмках драмы «Дирижёр». Снял фильмы Андрея Кончаловского «Белые ночи почтальона Алексея Тряпицына», «Рай» и «Грех».

## Общественная позиция
В марте 2014 году подписал письмо «Мы с Вами!» «КиноСоюза» в поддержку Украины.

## Фильмография
- 1997 — Солдат и дурочка (короткометражка)
- 2004 — Я люблю тебя
- 2006 — Бумер. Фильм второй
- 2007 — Груз 200
- 2008 — Морфий
- 2009 — Любовь под прикрытием
- 2010 — Прячься!
- 2010 — Москва, я люблю тебя!
- 2010 — Кочегар
- 2011 — Случайная связь
- 2011 — Из Токио (короткометражка)
- 2011 — Эксперимент 5IVE, новелла Sunrise/Sunset (короткометражка)
- 2012 — Дирижёр
- 2012 — Я тоже хочу
- 2012 — Шопинг-тур
- 2012 — Если бы да кабы
- 2013 — Подари мне немного тепла
- 2014 — Белые ночи почтальона Алексея Тряпицына
- 2014 — Здорово и вечно (документальный)
- 2016 — Рай
- 2019 — Грех
- 2022 — Время года зима
- 2022 - Солнечная линия
- 2022 — Этерна: Часть первая

## Награды и номинации
- 2016 — номинация на премию киноизобразительного искусства «Белый квадрат» Гильдии кинооператоров России за фильмы 2014 года (фильм «Белые ночи почтальона Алексея Тряпицына»)
- 2016 — приз за лучшую операторскую работу на 54-м Международном кинофестивале в Хихоне, Испания (фильм «Рай»)[2]
- 2017 — номинация на премию «Золотой орёл» за лучшую операторскую работу (фильм «Рай»)
- 2017 — номинация на премию киноизобразительного искусства «Белый квадрат» (фильм «Рай»)[3]
- 2019 — премия «ТЭФИ-Летопись Победы» в номинации «Лучший оператор телевизионного фильма/сериала» (фильм «Рай»)[4]